# ブラッカー・ボンバード

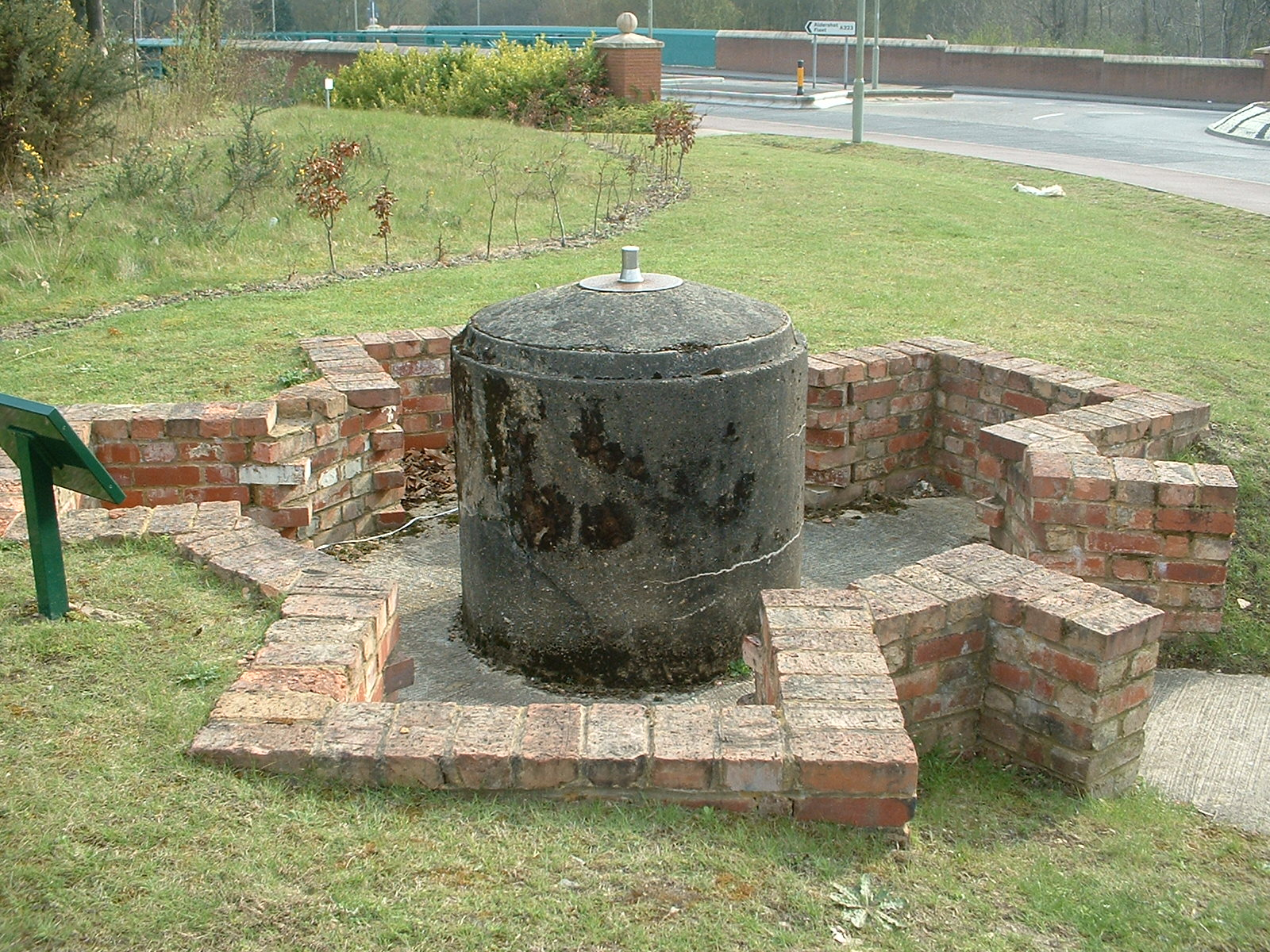
ブラッカー・ボンバードの専用砲座を再現したもの

ブラッカー・ボンバード (Blacker Bombard) とは、第二次世界大戦でイギリス軍が使用した対戦車擲弾発射器である。開発者のスチュアート・ブラッカー中佐の名前にちなんで命名されている。構造的にはスピガット・モーターと呼ばれる迫撃砲の一種に近く、正式名称は29mmスピガット・モーターである。

## 概要
1940年に、イギリス陸軍の砲兵将校であるスチュアート・ブラッカー（Stewart Blacker）中佐が個人的に行った設計を基に開発された。
砲口に弾体を装着する装填方式はスピガット・モーターに類似している。しかし、弾体の発射過程に強力なコイルばねを用いる点で独特の構造であった。すなわち、発射装置の底部のばねが解放されると、底板ごと撃針を押し上げて弾体の発射薬に点火するとともに、弾体を打ち出す仕組みになっていた。発射薬は少量だけで、黒色火薬が使用されていた。設計上は、発射薬の爆発の反動でばねが自動的に縮められて発射可能状態に戻ることになっていたが、基本的に成功しなかったという。発射装置は砲身のような筒型の形状をもつが、発射時の爆風が射手に当たるのを防ぐためだけの構造で、通常の大砲や迫撃砲のように高いガス圧に耐えるようには設計されていない。後に携帯用の対戦車兵器PIATにも同様の構造が使用された。
対戦車用には9kgの安定翼付き榴弾を発射でき、初期のドイツ軍戦車に対しては十分な威力を有していた。射程は約90mであった。ほかに対人用の榴弾もあり、重量は約6kgで、射程は約450mだった。
発射装置は4本の支脚のある大掛かりなもので、重量は150kg以上あり、移動には多くの人員を必要とした。そのため、後にホーム・ガード（英本土防衛の民兵）に配備された際には、専用の固定陣地で使用するものとされていた。

## 運用
1941年からイギリス陸軍の部隊に配備されたが、すぐにより軽快なPIATに置き換えられていった。余剰となったブラッカー・ボンバードは、ホーム・ガードの装備に格下げされた。イギリス海軍でも機動砲艇（MGB）への搭載研究を行ったが、採用されなかった。
実戦では北アフリカ戦線の陸軍部隊で少数が使用され、1942年6月にガザラの戦いで1両のドイツ戦車を撃破したと言われる。